# Prunus hargraonensis
Prunus hargraonensis är en rosväxtart som först beskrevs av I.T. Vassilczenko, och fick sitt nu gällande namn av C. Ghora och G. Panigrahi. Prunus hargraonensis ingår i släktet prunusar, och familjen rosväxter. Inga underarter finns listade i Catalogue of Life.